# شوگرهیل (جورجیا)
شوگرهیل، جورجیا (به انگلیسی: Sugar Hill, Georgia) یک شهر در ایالات متحده آمریکا با جمعیت ۱۸٬۵۲۲ نفر است که در جورجیا واقع شده‌است.

## موقعیت جغرافیایی
موقعیت جغرافیایی شهرها و مناطق اطراف به شرح زیر است: